# Michael Turtur
Michael Colin "Mike" Turtur, OAM (nascido em 2 de julho de 1958) é um ex-ciclista de pista australiano e medalhista de ouro dos 4000 m perseguição por equipes, conquistada nos Jogos Olímpicos de 1984 em Los Angeles, com membros da equipe Dean Woods, Kevin Nichols e Michael Grenda, treinada por Charlie Walsh.